# أمين منوشيهري
أمين منوشيهري (6 فبراير 1986 بكرج في إيران - ) هو لاعب كرة قدم إيراني في مركز الهجوم. لعب مع نادي استقلال طهران ونادي راه آهن ونادي سايبا ونادي سباهان أصفهان ونادي نفط طهران.